# 미국 야구 명예의 전당

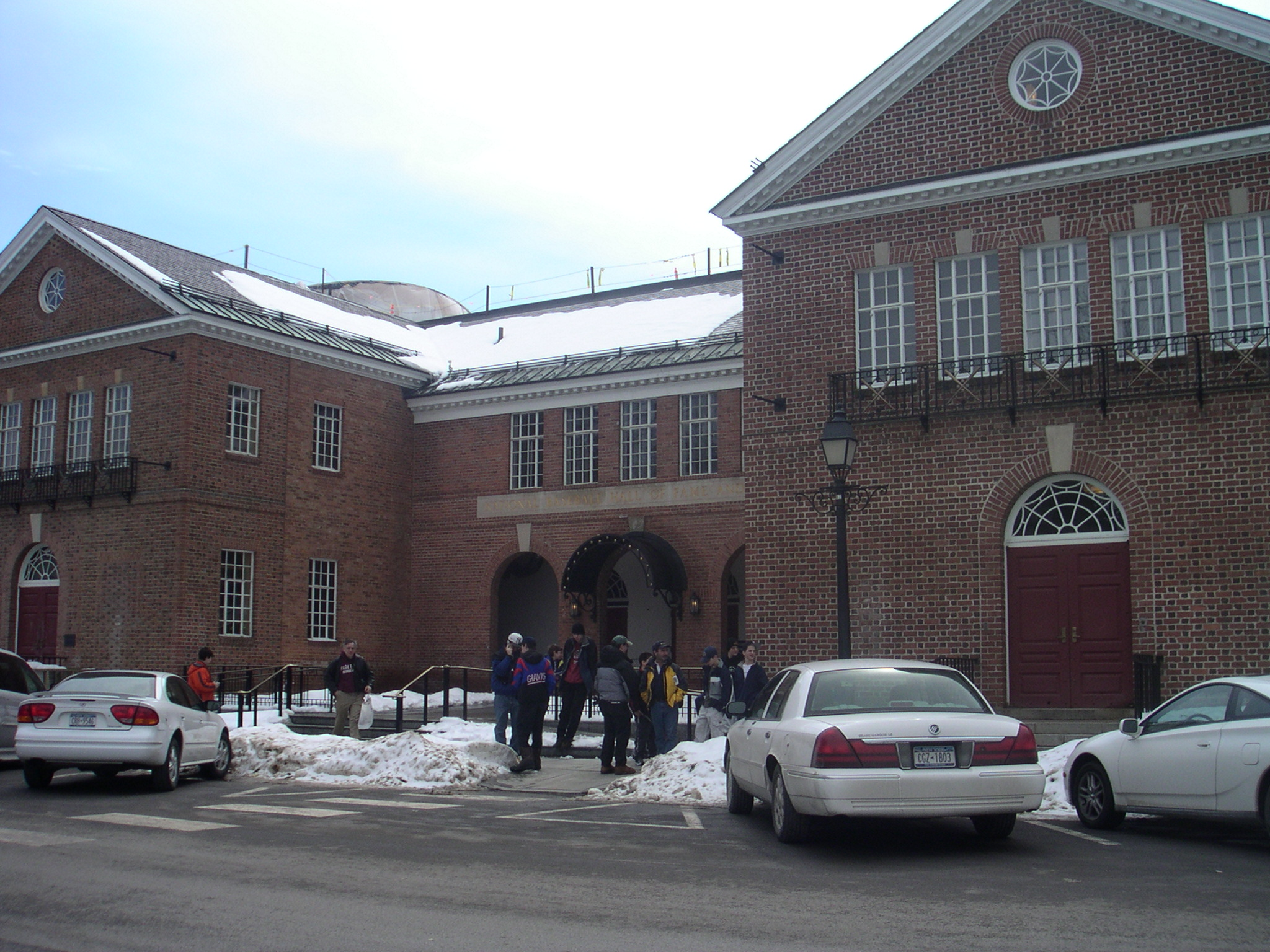
미국 야구 명예의 전당 입구

미국 야구 명예의 전당(美國野球名譽의 殿堂, National Baseball Hall of Fame and Museum)은 미국 뉴욕주 쿠퍼스타운에 있는 사설 박물관으로, 미국 야구 역사를 연구하기 위해, 야구와 관련된 기념물을 전시하기 위해, 선수, 감독, 심판 등의 활동으로 공헌을 한 사람들을 기념하기 위해 건립되었다.
야구 팬에게 명예의 전당은 단순한 박물관 시설이라기 보다는, 헌액된 선수, 감독, 심판, 행정위원, 야구 개척자들을 두루 볼 수 있는 일종의 판테온이다. 1936년 처음으로 헌액된 5명은 수퍼스타 타이 콥, 베이브 루스, 호너스 와그너, 크리스티 매튜슨, 월터 존슨이었다. 2009년 기준으로 289명이 헌액되어 있는데, 이 중 메이저 리그에서 활약한 선수는 206명이며, 나머지는 니그로 리그 베이스볼 선수 39명, 감독 18명, 심판 8명, 기타 26명이다. 최근에 헌액된 사람으로는 랜디 존슨과 페드로 마르티네스가 있다.

## 역사
1939년 6월 12일, 명예의 전당이 쿠퍼스타운에 건립된 것은, 남북 전쟁 때의 영웅이었던 애브너 더블데이 장군이 야구의 창시자로 쿠퍼스타운에 첫 야구장을 세웠다는 전설 때문이었다. 이는 후일 거짓으로 판명되었으며, 대공황 시절 침체된 지역 경제를 살리기 위한 관광객 유치 마케팅으로 해석된다.

## 헌액 절차

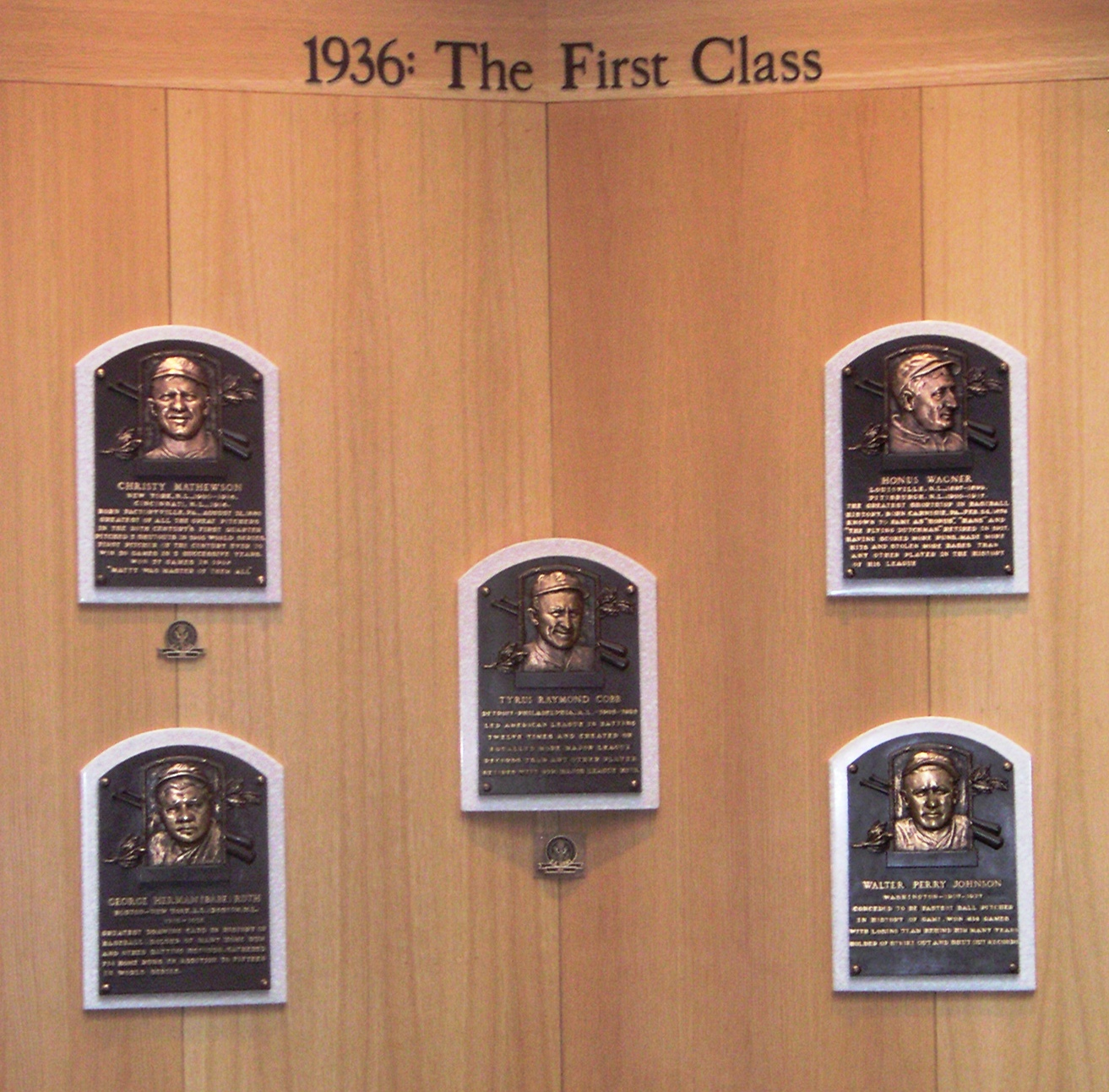
첫 헌액자들

현재 명예의 전당에 입당한 선수들은 미국야구기자협회나 원로 위원회(Veterans Committee)에서 선출된 사람들이다. 10년 이상의 메이저 리그 경력이 있는 선수는 은퇴 후 5년이 지나면 이후 10년 동안 미국야구기자협회의 입당 선거 후보에 오른다. 후보 25~40명 중 기자 한 명이 10명까지 이름을 적을 수 있으며, 75% 이상을 득표해야 명예의 전당에 헌액된다. 5% 이하를 득표한 후보는 이후 선거에서 탈락한다.
특정한 경우, 자격 요건이 되지 않지만 헌액될 때도 있다. 구호 활동 중 비행기 사고로 사망한 로베르토 클레멘테(1973년 입당)나 뇌막염으로 사망한 애디 조스(1978년 입당)의 경우이다.
은퇴 후 20년이 지나도 선출되지 못한 후보는 원로 위원회로 넘어가는데, 홀수 해에만 선출한다.

## 박물관
전당 측에 따르면, 약 35만명이 매년 전당에 방문하며, 누적방문자 수는 1천5백만명을 넘는다. 전당이 보유한 3만5천 점의 기념물, 2백6십만 점의 신문, 사진류, 13만 점의 야구 카드 중 일부만 방문객들에게 공개된다. 박물관은 매일 오전 9시부터 오후 5시까지 개장한다.

## 같이 보기
- 미국 야구 명예의 전당의 헌액자 목록